# Эпплуайт, Маршалл
Ма́ршалл Херфф Эпплуа́йт-младший (англ. Marshall Herff Applewhite-Jr.) (17 мая 1931, Спер, Техас, США — 26 марта 1997, Ранчо Санта-Фе, Калифорния, США), также известный как Бо, До, Гвинея, Тиддли, Нинком — американский религиозный деятель, лидер уфологического нового религиозного движения «Небесные врата» — деструктивного культа, члены которого совершили массовое самоубийство.

## Биография
Родился 17 мая 1931 года в Спер (штат Техас) в семье пресвитерианского священнослужителя Маршалла Херффа Эпплуайта-старшего и Луизы Уинфилд. Эпплуайт рос очень религиозным ребёнком. У него было три сиблинга.
Эпплуайт учился в средней школе Корпуса-Кристи и в Остинском колледже. В последнем он принимал широкое участие в деятельности студенческих организаций и был менее религиозен.
В 1952 году получив степень бакалавра гуманитарных наук по философии поступил в Объединённую пресвитерианскую семинарию, где намеревался изучать теологию и стать священнослужителем, но ушёл из семинарии, решив заниматься музыкой и стал руководителем музыкального хора в пресвитерианской церкви в Северной Каролине. Эпплуайт обладал баритоном, ему нравился спиричуэл и творчество Георга Фридриха Генделя.
В 1954 году был призван в Армию США в Войска связи США, и проходил военную службу в Австрии и Нью-Мексико. Демобилизовавшись в 1956 году Эпплуайт поступил в Колорадский университет, где получил степень магистра гуманитарных наук по музыке.
Затем Эпплуайт играл в мюзиклах, но переехав в Нью-Йорк потерпел неудачу, попытавшись стать профессиональным певцом. Преподавал музыку в Алабамском университете. Был уволен за гомосексуальную связь со студентом. Религиозное воспитание Эпплуайта входило в противоречие с его однополыми сексуальными предпочтениями, что приводило его в состояние подавленности. Эпплуайт был женат на Энни Пирс, в браке с которой родилось двое детей. Их отношения были испорчены после того, как Энни в 1965 году узнала об истории со студентом, и через три года произошёл развод.
В 1965 году Эпплуайт переехал в Хьюстон, где стал заведующим кафедрой музыки в Университете святого Фомы. Студенты Эпплуайта отмечали у него хорошую речь и щегольство в одежде. Также он стал известным местным певцом, выступая в Houston Grand Opera и был дирижёром Епископальной церкви. В Техасе Эпплуайт был открытым геем, но в то же время состоял в отношениях с молодой женщиной, которая оставила его под давлением своей семьи, что привело Эпплуайта к новой депрессии. В итоге он ушёл из университета, ссылаясь на сильную подавленность и другие психологические трудности. Президент университета впоследствии вспоминал, что  Эпплуайт часто был психически неуравновешен и впадал в уныние в конце рабочего дня. Есть мнение, что причиной послужило очередное увлечение Эпплуайта студентом.
В 1971 году Эпплуайт переехал в Нью-Мексико, где работал в гастрономическом магазине. Он пользовался большой популярностью, но в том же году решил вернуться в Техас. В это же время умирает его отец, что приводит к новой депрессии. Эпплуайт испытывает денежные трудности и вынужден занимать у друзей.

### Знакомство с Неттлз и начало путешествий
В 1972 году познакомился с 44-летней медицинской сестрой Бонни Неттлз, являвшейся членом Теософского общества и интересовавшейся библейскими пророчествами. Джордж Крайссайдс отмечает, что обстоятельствах их встречи вызывают споры, поскольку согласно большинству источников Неттлз была педиатром в той же больнице, где Эпплуайт пытался справиться со своей гомосексуальностью; согласно другим данным Эпплуайт попал в больницу из-за сердечно-сосудистого заболевания и находился почти при смерти; один источник утверждает, что Эпплуайт просто посетил больницу, а ещё один, что он страдал от геморроя. Джеймс Льюис отмечает, что Эпплуайт пришёл в больницу для лечения, Бенджамин Зеллер считает, что Эпплуайт пришёл навестить лечившегося друга, Барри Бирак утверждает, что он обучал сына Неттлз, а по данным А. Л. Дворкина Эпплуайт проходил лечение в психиатрической больнице. Оба вскоре стали близкими друзьями. Впоследствии Эпплуайт утверждал, что он чувствовал, будто знал её в течение долгого времени, и поэтому оба пришли к выводу, что уже встречались в одной из прошлых жизней. Эпплуайт и Неттлз считали, что их приход на Землю был предопределён инопланетянами. Вместе они поставили перед собой цель создать «нью-эйдж» культ, который должен был стать заменой христианству. Для этого был начат поиск альтернативного учения, включая обращение к астрологии. Эпплуайт также имел несколько видений, в том числе одно, в котором ему было сказано, что он был избран стать новым Иисусом Христом. Сьюзан Рейни полагает, что причиной всего этого послужила шизофрения, при том что официальный диагноз не был поставлен.
Эпплуайт и Неттлз стали жить вместе. Несмотря на сожительство, их отношения были исключительно платоническими. Неттлз была замужем и имела двоих детей, но её муж подал в суд на развод и лишил её родительских прав, как только она завязала отношения с Эпплуайтом. В это же время Эпплуайт полностью прекратил отношения со своей семьёй. Он видел в Неттлз родственную душу, и его знакомые позднее вспоминали, что она имела на Эпплуайта огромное влияние. Рейни отмечала, что Неттлз «была ответственна за утверждение его новых бредовых убеждений». Но Роберт Лифтон в свою очередь считал, что именно благодаря Неттлз Эпплуайт не сошёл с ума окончательно.
Неттлз и Эпплуайт открыли книжный магазин под названием «Центр христианских искусств», где продавали различную оккультную и эзотерическую литературу. Кроме того, они занимались публикацией своих видений в уфологических журналах и открыли собственные учебные курсы под названием «Место знания», где выступали с лекциями по уфологии, мистицизму, теософии и экологическим кризисам. Позднее они прекратили эту деятельность. В феврале 1973 года они решили заняться миссионерской деятельностью и с этой целью объехали всю юго-западную и западную часть США. Лифтон описывал их поездку, как «беспокойное, напряжённое, часто вызывающее недоумение, кочевническое, духовное путешествие». Имея очень мало денежных средств, Неттлз и Эпплуайт были вынуждены перебиваться случайными заработками и прибегать к донорству крови за вознаграждение. Порой они вынуждены были питаться только хлебом, жили где придётся и даже, если и получалось временами где-то остановиться, не оплачивали счета за проживание. Одна из друзей Неттлз и Эпплуайт, с которой они состояли в переписке, согласилась принять их учение. Они посетили её в мае 1974 года и она стала их первой последовательницей.
Во время путешествия Неттлз и Эпплуайт размышляли о жизни католического святого Франциска Ассизского и читали сочинения таких авторов, как Е. П. Блаватская, Рональда Лэйнга и Ричарда Баха. Кроме того, они читали Библию короля Якова и изучали отдельные положения Нового Завета, обращая особое внимание на темы христологии, аскетизма и эсхатологии. Эпплуайт помимо этого читал научную фантастику, включая произведения Роберта Хайлайна и Артура Кларка. К июню 1974 года в целом взгляды Неттлз и Эпплуайта приняли явные очертания. Оба пришли к окончательному выводу, что являются избранными, чьей задачей является исполнение библейских пророчеств, и что они обладают настолько высоким уровнем ума, какого нет больше ни у кого из людей. Они написали памфлет, в котором объявили, что Иисус Христос перевоплотился и живёт в Техасе, что должно было указать на самого Эпплуайта. Кроме того Неттлз и Эпплуайт приняли на свой счёт слова о двух свидетелях описанных в Откровении Иоанна Богослова, и поэтому временами посещали различные церкви и духовные собрания, чтобы говорить так о себе, часто именую самих себя «Двое» (англ. The Two) или «Двое НЛО» (англ. The UFO Two) Они верили, что будут убиты, а затем, как они считали, воскреснут для того, чтобы перейти на космический корабль. Это событие, которое они именовали «Представление» (англ. the Demonstration), должно было показать верность их намерений. К их неудовольствию эти идеи получили очень плохой приём.

### Арест и начало проповеди
В августе 1974 года Эпплуайт был арестован в Харлингене (штат Техас) за то, что не вернул к сроку ранее взятый в штате Миссури на прокат автомобиль. Его доставили в Сент-Луис и на шесть месяцев заключили в тюрьму. Находясь в заключении он утверждал, что получил указание свыше взять этот автомобиль. Кроме того за время пребывания за решёткой Эпплуайт много размышлял на богословские темы и напротив отказался от оккультных, предпочтя последним инопланетян и эволюцию.
После освобождения Эпплуайт решил заняться вместе с Неттлз установлением связи с инопланетянами, а также поиском единомышленников в этом деле. Для этого опубликована реклама о проведении встреч и набраны последователи, получившие наименование «экипаж». Они стремились выступить в качестве представителей пришельцев с другой планеты и заявляли, что тот, кто пожелает принять участие в их поисках, в конечном итоге сможет достичь наивысшего уровня в эволюции. С этого времени Эпплуайт стал называть себя «Гвинея» (англ. Guinea), а Неттлз — «Пиг» (англ. Pig). Себе Эпплуайт отвёл роль «заведующего лабораторией» и выступал в качестве основного лектора, а Неттлз должна была заниматься внесением исправлений и уточнений. Оба редко общались с посетителями лично, предпочитая брать телефонные номера, чтобы потом при необходимости самим связаться. Первоначально организация Эпплуайт и Неттлз называлась «Церковь обета безбрачия анонимных сексоголиков» (англ. Anonymous Sexaholics Celibate Church), но потом название было изменено на «Метаморфозы единичного человека» (англ. Human Individual Metamorphosis).
Эпплуайт верил в достоверность гипотезы палеоконтакта, согласно которой в древности инопланетяне уже посещали Землю для того, чтобы поселить здесь людей, и теперь они возвращаются вновь, чтобы забрать людей обратно. Некоторые стороны этого учения имеют сходство с кальвинистской идеей о безусловном избрании, что вероятно вызвано тем отпечатком, который на Эпплуайта наложила пресвитерианская среда в детстве. Часто при обсуждении тем связанных с инопланетянами Эпплуайт употреблял высказывания из сериала Star Trek и утверждал, что инопланетяне посредством этой телепередачи выходят с ним на связь.
Эпплуайт и Неттлз направили послания группам в Калифорнии и были приглашены в апреле 1975 года для выступления перед приверженцами нью-эйдж. На этой встрече они сумели убедить более половины из 50 участников стать их последователями. Кроме того, они обратили внимание на студенческие кампусы Канада-колледжа, где выступили в августе того же года. На встрече в Орегоне в сентябре 1975 года Эпплуайт и Неттлз ждал большой успех, поскольку удалось привлечь 30 человек, согласившихся покинуть свои дома и следовать за ними, что в свою очередь привлекло широкое внимание СМИ. Оценки со стороны журналистов были неодобрительными: обозреватели и некоторые из бывших последователей Эпплуайт и Неттлз высмеивали их деятельность, наряду с обвинениями в промывании мозгов. Болкх и Тейлор отмечают, что Эпплуайт и Неттлз воздерживались от тактики давления и сосредотачивали своё внимание только на наиболее преданных последователях.
Зеллер писал, что Эпплуайт и Неттлз в своём учении были сосредоточены на обретении спасения посредством личностного роста и личном выборе каждого, что он рассматривал как обыкновение для движения нью-эйдж. О связи учения Эпплуайта и Неттлз с нью-эйдж говорят их взгляды на происхождение человека. Джанья Лалич объясняет причину успеха Эпплуайта и Неттлз в привлечении новых членов тем, что они создали смесь из разнообразных верований и то, как они отошли от общих для всего нью-эйдж учений: обсуждали на полном серьёзе космические корабли инопланетян, сохраняя привычный язык. Большинство их последователей были молоды и увлекались оккультизмом или же просто жили вне бурления общественной жизни. Все они пришли к Эпплуайту и Неттлз с различным религиозным опытом, включая восточные религии и саентологию. Большинство из них достаточно хорошо разбирались в нью-эйдж, что позволяло Эпплуайту и Неттлз достаточно легко вести миссионерскую деятельность. Эпплуайт считал, что его последователи смогут достичь более высокого уровня бытия, переродившись из гусеницы в бабочку; этот образ часто использовался им в ранних сочинениях. Он утверждал, что это было бы «биологическое изменение различных видов, выпестовывающее его учения как научную истину в соответствии со светским натурализмом». Эпплуайт подчеркнул для своих ранних последователей, что он не обращался к метафорам, часто используя слова «биология» и «химия» в своих заявлениях. К середине 1970-х годов он пытался избегать использовать слово «религия», рассматривая это как уступку науке. И хотя Эпплуайт отказывался от религии как ненаучного знания, он иногда подчёркивал необходимость веры в способности пришельцев, которые нужно научиться преобразовывать.

### Кочевой образ жизни
В 1975 году Эпплуайт и Неттлз взяли себе новые имена — «Бо» и «Пип». К этому времени число их последователей составило 70 человек, а себя они рассматривали как пастырей большого стада. Эпплуайт полагал, что полный отказ от земных желаний является предпосылкой для восхождения на следующий уровень и указывал на места в Новом Завете, где Иисус Христос проповедовал отказ от мирских благ и привязанностей. Новые члены должны были перед вступлением в общину отказаться от друзей, семьи, СМИ, наркотиков, алкоголя, ювелирных изделий, сбрить усы и бороду, а также принять целибат. Кроме того следовало принять новое имя, которое следовало составить соединив имя состоящее из двух слогов и оканчивающееся на „оди“ с тремя согласными в первом слоге. Так, например, получались следующие имена: Рккоди (англ. Rkkody), Джммоди (англ. Jmmody) и Лвводи (англ. Lvvody). Эпплуайт подчёркивал, что носители этих имён этим показывают, что стали его духовными детьми. Тот образ жизни в котором жили Эпплуайт, Неттлз и их последователи, Джеймс Льюис назвал «квази-кочевническим образом жизни». Они обычно останавливались на ночёвку в каком-нибудь удалённом кемпинге и не разглашали свои религиозные убеждения. В апреле 1975 года Эпплуайт и Неттлз перестали устраивать публичные выступления и встречи и стали уделять меньше времени для работы с новообращёнными. Кроме того, были прекращены связи с последователями, находящими в других уголках США, многие из которых покинули общину Эпплуайта и Неттлз.
Эпплуайт и Неттлз опасались быть убитыми и постоянно наставляли своих последователей, что их смерть будет подобна той, которая постигла двух свидетелей в Апокалипсисе. Болкх и Тейлор полагают, что причиной этого страха послужил опыт пребывания в тюрьме и рано возникшее желание закрыться от мира. Эпплуайт и Неттлз позднее объясняли своим последователям, что давление оказываемое СМИ является разновидностью убийства и способствует свершению пророчеств. Эпплуайт рассматривал текст Библии материалистически, считая, что в нём содержится подробный отчёт о посещении Земли инопланетянами и их общении с человечеством. В значительной степени он опирался на Апокалипсис, хотя и избегал устоявшейся богословской терминологии и был настроен недоброжелательно по отношению к христианству. Эпплуайт интересовался лишь небольшим количеством стихов и не стремился к тому, чтобы разработать систематическое богословие.
В начале 1976 года Эпплуайт и Неттлз в очередной раз решили изменить свои имена, выбрав в качестве новых «До» и «Ти». Эпплуайт заявил, что эти имена не имеют никакого смысла. В июне 1976 года они собрали своих оставшихся последователей в национальном лесу Роутта Medicine Bow, обещая им устроить встречу с НЛО. Позднее Неттлз заявила, что встреча отменяется. Затем вместе с Эпплуайтом они разделили своих последователей на две группы, получившие название «скопления звёзд» (англ. Star Clusters).
С 1976 по 1979 годы группа жила в палаточных лагерях, как правило, в Скалистых горах или Техасе. Эпплуайт и Неттлз стали проявлять всё больше требовательности к своим последователям, что способствовало большей сплочённости общины. Они стали, как правило, общаться со своими последователями посредством письменных обращений или через ближайших помощников. Всё больше и больше Эпплуайт и Неттлз стали делать упор на свою собственную исключительность в вопросах передачи истинности провозглашавшихся идей, что послужило предотвращению возможных расколов в общине. Эпплуайт стремился не допустить развитие дружеских отношений между членами, опасаясь, что это может привести к неповиновению. Эпплуайт и Неттлз настаивали, чтобы их последователи строго выполняли их часто меняющиеся требования, что называлось «гибкость». Вместе они запрещали своим последователям вступать в какие-либо отношения с посторонними людьми, даже если те проявляли интерес и желали присоединиться к общине, что объяснялось стремлением не допустить врагов. Хотя в действительности это всё больше способствовало укреплению зависимости от Эпплуайта и Неттлз. Эпплуайт и Неттлез наставляли своих последователей быть такими же послушными, как дети или домашние животные, и беспрекословно выполнять все их указания. Членам общины всегда следовало спрашивать совета у Эпплуайта и Неттлз, как и всякий раз ставить себя на их место при принятии какого-либо решения. Однако для своих последователей Эпплуайт не казался диктатором: многим из них он представлялся отрешённым и отеческим. Уинстон Дэвис отмечал, что Эпплуайт блестяще освоил «искусство религиозного развлечения», поскольку его последователи прямо-таки наслаждались своим служебным положением. Эпплуайт устраивал ритуальные представления, именовавшиеся «играми», которые должны были привить его последователям чувство дисциплины. Кроме того Эпплуайт часто смотрел вместе со своими последователями научно-фантастические передачи по телевизору. Вместо отдачи прямых распоряжений Эпплуайт предпочитал делать это предоставляя своим последователям некую видимость самостоятельного принятия решения. Он подчёркивал, что его ученики свободны не слушаться его если захотят, что Джанья Лалич обозначила как «иллюзию выбора».

### Создание общины
В конце 1970-х Эпплуайт и Неттлз накопили значительную сумму денег, основным источником которой послужили наследства или доходы членов общины. Эти средства были пущены на аренду домов, сначала в Денвере, а затем в Далласе. К этому времени Эпплуайт и Неттлез имели 40 последователей, живших в двух-трёх домах рядом с ними, имевшими отдельный дом. Община вела замкнутый образ жизни, закрывая даже окна. Эпплуайт и Неттлз установили образ жизни своих последователей внешне напоминавший курс молодого бойца, что должно было по их мнению способствовать переходу на новый уровень. Называя дома «кораблями», они устанавливали распорядок дня для каждого из своих последователей. Тем, кто не хотел жить в таких условиях, было предложено уйти, предварительно внеся денежное пожертвование. Роберт Лифтон отмечал, что среди своих последователей Эпплуайт хотел добиться преобладания «качества над количеством», хотя и говорил о необходимости расширения членства.
Эпплуайт и Неттлз временами делали внезапные резкие изменения в составе общины. Однажды в Техасе, они сказали своим последователям о предстоящем посещении инопланетянами Земли и поручили им ждать снаружи всю ночь, после чего сообщили, что это была всего лишь проверка. Лалич полагает, что таким способом Эпплуайт и Неттлз добивались повышения преданности и послушания со стороны своих последователей. Члены общины переставали критически мыслить, и Эпплуайт получил возможность контролировать их поведение.
В 1980 году число членов общины составляло 80 человек. Многие из них занимались работой на компьютерах и автомеханикой. В 1982 году Эпплуайт и Неттлз разрешили своим последователям привезти в общину семьи. Через год они ещё немного ослабили контроль, разрешив своим последователям посетить родственников в День матери. В то же время им было разрешено лишь короткое пребывание и рекомендовано рассказывать родственникам, будто они занимаются в монастыре изучением компьютеров. В действительности всё это было сделано с целью успокоить родственников, дабы складывалось впечатление, что члены общины находятся там исключительно по своей собственной воле.

### Смерть Неттлз
В 1983 году Неттлз перенесла операцию по хирургическому удалению глаза из-за ранее обнаруженного у неё рака. В 1985 году она умерла. Эпплуайт заявил своим последователям, что Неттлз перешла на следующий уровень для совершения путешествия, поскольку обладала слишком большой энергией, чтобы оставаться на Земле. Эта его попытка объяснить смерть Неттлз оказалась успешной, хотя один член всё-таки вышел из общины. Сам Эпплуайт был в очень подавленном состоянии и испытывал упадок веры, хотя его последователи старались оказать ему поддержку. Он заявлял, что продолжает общаться с Неттлз. Эпплуайт провёл церемонию символического бракосочетания со своей общиной,что должно было способствовать её сплочению. Он говорил им, что Неттлз ушла ещё и потому, что он должен был сам ещё многому научиться, поскольку ощущал, что она занимает более высокое духовное положение, чем он. Эпплуайт начал именовать Неттлз «Отцом» и обращаться к ней в мужском роде.
Эпплуайт начал выстраивать в общине подчёркнуто строгую иерархию, заявляя, что его последователи нуждаются в руководстве также, как он сам нуждается в переходе на следующий уровень. Бенджамин Зеллер отмечал, что такое решение означало, что в случае смерти самого Эпплуайта община распадётся. Эпплуайт говорил, что только через него возможно спасение и призывал своих последователей увидеть в нём Иисуса Христа. Зеллер указывал на то, что если раньше это было личным выбором, то теперь единственным посредником мог выступать только Эпплуайт. Кроме того, перемены произошли и в отношении к науке, как источнику верного знания, которая с конца 1980-х стала Эпплуайтом заменяться на религию с упором на веру и подчинение авторитету.
После смерти Неттлз Эпплуайт также изменил своё отношение к вопросу о вознесении: ранее он учил, что члены его общины покинут Землю в физическом теле и что смерть вызывает перерождение, но теперь вознесение стало возможным только духовным путём. Он пришёл к выводу, что её душа отправилась на космический корабль и получила там новое тело, а ему и его последователям нужно последовать этому примеру. Эпплуайт считал, что библейский Эдем это планета, на которой живут высокоразвитые существа и там можно вновь обрести физическое тело. Он верил, что как только произойдёт переход на новый уровень, это будет способствовать ему и его последователям в развитии других планет. Эпплуайт подчёркивал, что Иисус Христос, которого он считал пришельцем прилетевшим на Землю, после своего воскресения переместился на космический корабль. Эпплуайт заявлял, что Иисус Христос был воротами в рай, но человечество всё время было неготово, когда произошло первое пришествие. Он считал, что возможность достижения следующего уровня происходит каждые две тысячи лет, и в начале 1990-х будет первая попытка достичь Царствия небесного с тех пор как Иисус Христос приходил на Землю. Зеллер отмечает, что хотя религиозные убеждения Эпплуайт основывались на Библии, тем не менее она была истолкована им через призму палеоконтакта.
Эпплуайт заявлял, что является вселённой душой. Он любил приводить в качестве примера метафору о том, что подобно тому как из гусеницы рождается бабочка, так и человеческое тело является лишь вместилищем души от которого нужно избавиться. Вероятно это было навеяно ранними годами, когда Эпплуайт изучал христологию. Джеймс Льюис по этому поводу писал, что учение Эпплуайт содержит в себе «частицы христианства привитые на ствол нью-эйджа». А Кеннет Вудвард в своей статье в журнале Newsweek отмечал, что здесь заметно влияние гностического христианства. В свою очередь Тед Петерс отмечал, что здесь налицо чистый гностицизм.
Смерть Неттлз породила у Эпплуайт параноидальный страх заговора со стороны последователей. Один из бывших участников, примкнувший в начале 1980-х, вспоминал, что Эпплуайт избегал новообращённых, поскольку подозревал в них лазутчиков. Эпплуайт боялся правительственного вторжения в его дом и высоко отзывался об защитниках Массады, сумевших бросить вызов Римской империи. Всё чаще он стал обращаться к Апокалипсису, сравнивая Землю с заросшим садом, который должен быть очищен или обновлён, а человечество считал ошибкой природы. Он заявлял, что Земля будет подвергнута «стерилизации». Вудвард в связи с этим отмечал, что здесь ощущается влияние буддизма. Также Эпплуайт обращался и к нью-эйджу, но в отличие от последнего был склонен считать, что проходящие на Земле изменения ведут к концу света, а не к созданию утопии. Он утверждал, что большинство населения Земли находится во власти Люцифера, но только члены его общины могли побороть эту власть. Эпплуайт считал, что сексуальное желание также является орудием дьявола. Кроме того он заявлял о существовании злых пришельцев, которых называл «люциферианами», и целью которых был срыв его миссии. Также Эпплуайт говорил, что многие видные моралисты и сторонники политической корректности на самом деле являются «люциферианами». Причиной того, почему Эпплуайт в 1988 году обращался именно к этой теме, могли быть сообщения о похищениях людей пришельцами, которые в это время часто передавались в СМИ.

### Безвестность и евангелизм
В конце 1980-х, община жила очень тихо и мало кто знал, что она по-прежнему существует. В 1988 году они сделали рассылку документа, в котором подробно изложили свои убеждения для различных организаций нью-эйдж. В документе говорилось об их истории и предлагался перечень книг, которые в первую очередь были связаны с историей христианства и НЛО. Кроме рассылки указанного документа община Эпплуайта не подавала больше никаких признаков жизни для внешнего мира до 1992 года, когда они выпустили видеообращение из двенадцати серий, которое было показано по спутниковому телевидению. В них повторялись многие положения из обновлённого к 1988 году учения, а также много говорилось о «вселенском разуме», к которому зрители могли присоединиться.
За всё время существования общины несколько сотен человек присоединялись к ней или уходили. В начале 1990-х количество членов сократилось до 26 человек, что вызывало беспокойство у Эпплуайта. В мае 1993 года община сменила название на «Всёпреодолевающие анонимы» (англ. Total Overcomers Anonymous). Затем они потратили $30000 на размещение объявления на целом развороте в USA Today, где сообщали о том, что вскоре ужасная участь постигнет Землю. Эти публикации побудили 20 бывших членов вернуться в общину. Это, а также публичные лекции Эпплуайта в 1994 году увеличили количество членов в два раза со времени упадка. В это время Эпплуайт ослабил своё вмешательство в распорядок дня членов общины и вообще стал мало времени проводить с ними.
В начале 1990-х годов Эпплуайт стал выкладывать некоторые свои рассуждения в Интернет, но был уязвлён шквалом критики. В это же время он впервые стал говорить о возможности самоубийства, как способе перехода на новый уровень. Эпплуайт говорил, что всё «человеческое» должно быть оставлено на Земле, включая собственное тело. Община была вновь переименована, получив на этот раз то имя под которым и известна сейчас — «Небесные врата». Уинстон Дэвис предполагает, что именно это внешнее неприятие побудило Эпплуайта покинуть Землю.
С июня по октябрь 1995 года община жила в сельской местности Нью-Мексико. Они купили 40 акров (0,16 км²) и из шин и пиломатериалов построили здание, которое называли «Земной корабль» (англ. Earth ship). Эпплуайт намеревался здесь создать монастырь. Это оказалось сложной затеей, особенно для стареющего Эпплуайта, который себя неважно чувствовал и опасался, что болеет раком. Роберт Лифтон отмечает по этому поводу, что эта усталость могла быть вызвана долговременным руководством Эпплуайта своей общиной. Из-за очень холодной зимы замысел с монастырём был отложен. После этого Эпплуайт и его последователи жили в нескольких домах в окрестностях Сан-Диего.
Община начинает проводить внутреннюю борьбу с сексуальным желанием, что приводит к тому, что Эпплуайт и семеро его последователей принимают решение сделать себе орхиэктомию. Долгое время не удавалось найти хирурга, который бы согласился сделать эту хирургическую операцию, но в конце концов такой нашёлся в Мексике. Эпплуайт считал, что сексуальность и органы размножения является одним из самых мощных сил, которые удерживают человека в его теле и таким образом препятствуют переходу на новый уровень, поскольку только у люцифериан есть гендер. Эпплуайт кроме того ссылался на слова сказанные Иисусом Христом в Новом Завете о том, что в раю никто не будет вступать в брак. Также он дал указание своим последователям носить одинаковую одежду и причёски, чтобы стереть половую грань между ними.

### Массовое самоубийство

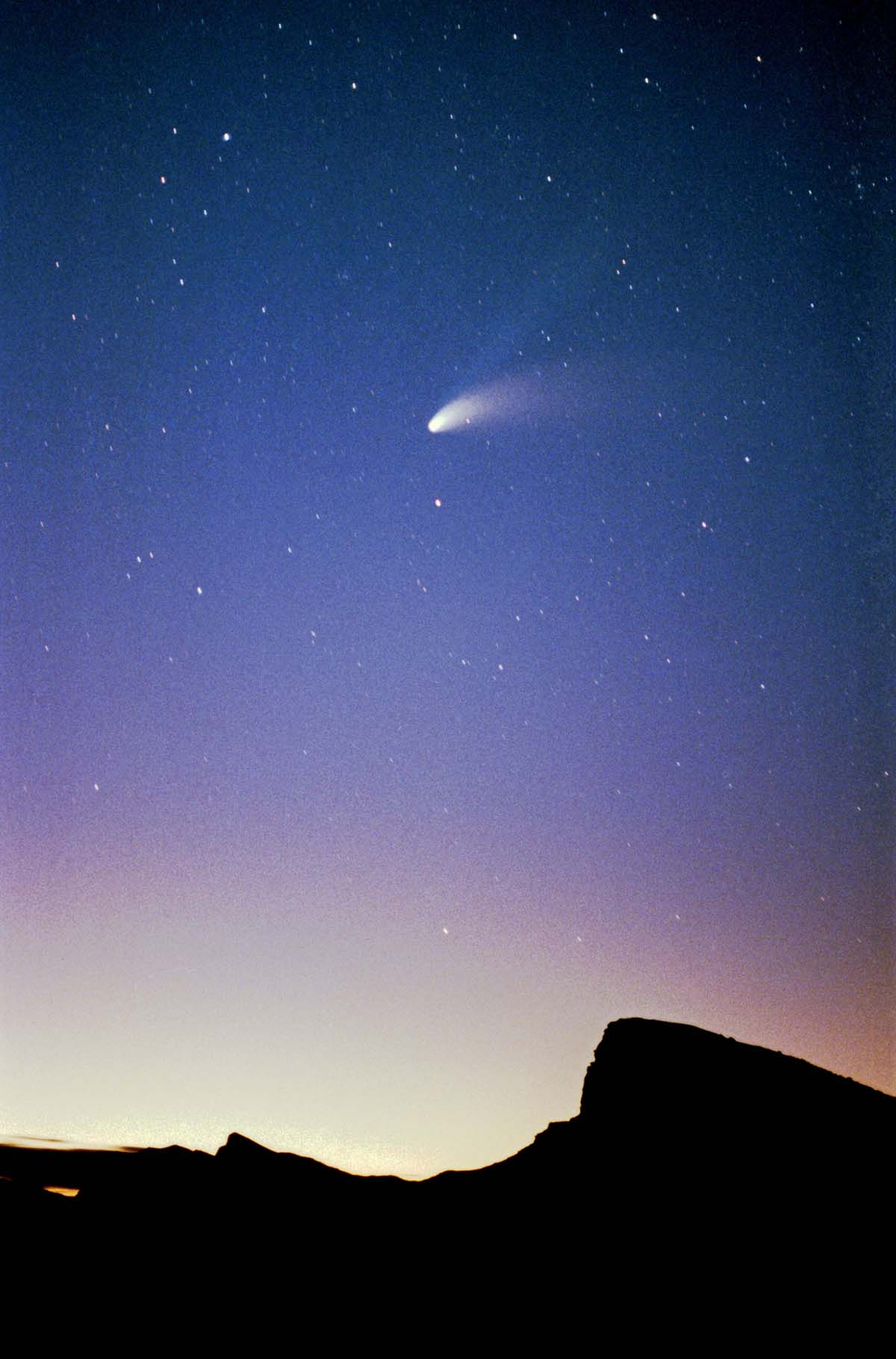
Комета Хейла — Боппа
пролетающая над Калифорнией в апреле 1997 года

В октябре 1996 года община арендовала особняк на Ранчо Санта-Фе. Тогда же они записали два видеообращения, в которых говорил о том, что у человечества осталась «последняя возможность покинуть Землю». Примерно в то же время, они узнали о приближении кометы Хейла-Боппа. Эпплуайт подумал, что Неттлз находится на борту и ждёт его. Он сообщил своим последователям, что это судно привезёт их в Эмпирей и что правительство США делает всё, чтобы воспрепятствовать этому. Эпплуайт заявил, что должно произойти событие, которое в христианстве именуется Восхищение Церкви. Джеймс Льюис писал, что неизвестно, как Эпплуайт узнал о комете и почему он решил, что её сопровождают пришельцы. В то же время А. Л. Дворкин отмечал, что какой-то шутник в Интернете написал, что в хвосте кометы находится космический корабль, и последователи Эпплуайта обратили на это сообщение внимание. В свою очередь Тед Дэниэлс указывал на то, что распространению этих слухов в Интернете способствовали Уитли Стрибер, Кортни Браун и Арт Белл, заявлявшие, что с космического тела исходят сигналы.
В конце марта 1997 года община полностью закрылась от внешнего мира, а её члены написали прощальные записки. В них они высоко отзывались об Эпплуайте. Уинстон Дэвис назвали эти отзывы «отрыжкой евангелия До». Сам Эпплуайт записал видеообращение, в котором назвал предстоящие самоубийства «окончательным исходом» общины из этого мира и отметил, что «мы совершаем это с откровенным отвращением ко всему этому миру». Льюис полагает, что Эпплуайт решился на это потому, что община будет идти к переходу на новый уровень неизвестно сколько, а после его смерти не будет никакой возможности оставить достойного преемника.
Эпплуайт уговорил 38 человек из своей общины совершить массовое самоубийство. Кэтрин Вессингер утверждает, что самоубийства начались 22 марта 1997 года. Большинство членов приняли барбитураты и запили их водкой для быстрого усвоения организмом, а затем им на головы надевались полиэтиленовые мешки. На них была обувь Nike и чёрная одежда с надписью «Группа высадки Небесных врат» (англ. Heaven's Gate Away Team). Рядом с каждым телом была размещена сумка, в которой лежало несколько долларов и документы, удостоверяющие личность. Последними умерли сам Эпплуайт и трое его последователей. Они помогли Эпплуайту совершить самоубийство, а затем все покончили с собой. 26 марта неизвестный сообщил местному шерифу о необходимости проверки особняка, в котором и были обнаружены 39 трупов. Это было самое крупное массовое самоубийство в истории США. Эпплуайт был найден в сидящем положении в главной спальне особняка. Судебно-медицинская экспертиза установила, что опасения Эпплуайта о заболевании раком были беспочвенными, однако выяснилось, что он страдал коронарным атеросклерозом.
Смерти членов «Небесных врат» стали медиасобытием. Лицо Эпплуайта попало на апрельскую обложку журналов Time и Newsweek, а его последнее видеообращение широко освещалось по радио и телевидению. Хью Урбан из Университета штата Огайо отмечал, что на видео у Эпплуайта бросается в глаза «встревоженный дикий взгляд».